# Стація
Ста́ція (пол. stacja від лат. statio) або стан — повинність у Великому Князівстві Лититовському: дати князеві, його почтові чи магнатам приміщення й утримання під час його приїзду.
З часом стація замінено постійною, щорічною даниною в натурі, а з середини 16 століття — грошовим податком. Згодом вона була обов'язкова лише для селян великокняжих дібр.

## Інший вжиток терміна
Стаціями називано також натуральну данину, що її платили селяни у Речі Посполитій у другій половині 16 — 17 століть на утримання королівського війська (пізніше замінена грошовим податком — гіберною).
Стація на Гетьманщині у 17 — 18 століттях — місце постійного розміщення якоїсь частини охотницького війська.

Військовий постій загонів кварцяного війська Речі Посполитої в межах королівщин чи панських маєтностей, що практикувався в мирний час для матеріального утримання військ, мав назву — «лежа». До лежі вдавалися також реєстрові козаки, які верталися із військових походів. Своє право на лежу вони обґрунтовували тим, що були на службі у польського короля.
Стація — натуральні побори (борошном, м'ясом та іншими продуктами), які у XIV — першій половині XVI ст. стягувалися з податного сільського населення та міщан Польщі, Литви, України, Білорусі, частково Росії на утримання королівського чи великокнязівського двору, урядовців, війська. У другій половині XVII — на початку XVIII ст. поступово замінена грошовим податком.

## Ленунги
Ленунги — грошова данина для утримання каральних загонів, яку в 17–18 ст. запроваджували уряд Речі Посполитої або окремі польські магнати в місцевостях, що були охоплені повстанською соціальною боротьбою. Селян і міщан змушували сплачувати ленунги з розрахунку 2–3 злотих на жовніра за тиждень. Насильне стягнення ленунгів посилювало соціальну напругу й приводило до зростання антикріпосницької боротьби селянства.